# قصبة عين إغبال (آيت حمو أبوهو آيت اعمر واعلي)
قصبة عين إغبال هو دُوَّار يقع بجماعة تيكريكرة، إقليم إفران، جهة فاس مكناس في المملكة المغربية. ينتمي الدوّار لمشيخة آيت حمو أبوهو آيت اعمر واعلي التي تضم 16 دوار. يقدر عدد سكانه بـ 171 نسمة حسب الإحصاء الرسمي للسكان والسكنى لسنة 2004.

## روابط خارجية
- البوابة الوطنية للجماعات الترابية نسخة محفوظة 12 مارس 2018 على موقع واي باك مشين.
- المندوبية السامية للتخطيط